# Liste von Messern in der Lebensmittelverarbeitung
In der Liste von Messern in der Lebensmittelverarbeitung werden Berufsmesser aufgeführt, die als einzelne Schneidwerkzeuge in den Wirtschaftszweigen der Lebensmittelverarbeitung, Getränkeherstellung und dem Gastgewerbe (Wirtschaftszweig C10, C11 und I der NACE 2) verwendet werden.
| Name                               | Synonyme                                        | Wirtschaftszweig                 | Beschreibung / Maaße / Varianten | Beispielbild |
| ---------------------------------- | ----------------------------------------------- | -------------------------------- | --- | ------------ |
| Abhäutemesser                      |                                                 | Fleischverarbeitung              | zum Trennen der Tierhaut vom Fleisch (Abhäuten); mit einer langen, besonders geformten Klinge |              |
| Allzweckmesser                     | Spickmesser (verwandt: Officemesser)            | Fleischverarbeitung, Gastronomie | zum Putzen, Schneiden und Schälen von Gemüse, Obst oder auch kleinerer Fleischstücke; mit einer schmalen und spitz zulaufenden Klingenform; Klingenlänge meist zwischen 9 und 15 cm |              |
| Aufbrechmesser                     |                                                 | Fleischverarbeitung, Jagd        | |              |
| Aufschnittmesser                   |                                                 | Fleischverarbeitung, Gastronomie | zum Aufschneiden verschiedener Wurstsorten im Thekenbereich und in der Küche; mit einer langen, geraden Klinge (Klingenlänge bis zu etwa 30 cm) mit einer abgerundeten Spitze, vielfach mit Wellenschliff ausgebildet |              |
| Ausbeinmesser                      | Auslösemesser, Ausputzer, Polker                | Fleischverarbeitung              | mit einer robusten Klinge, um Knochen, Haut oder Sehnen vom Fleisch zu lösen (Ausbeinen); Klingenform in verschiedenen Varianten: – breite, steife Klinge – geschweifte, flexible oder steife Klinge – schmale, flexible oder steife Klinge – skandinavische Form, steife Klinge                                                                                                |              |
| Auslösemesser                      |                                                 |                                  | siehe Ausbeinmesser |              |
| Ausputzer                          |                                                 |                                  | veraltete Bezeichnung, siehe Ausbeinmesser |              |
| Blockmesser                        | Fleischmesser                                   | Fleischverarbeitung              | mit einer breiten und stabilen Klinge, um Fleischstücke zu zerteilen oder auf die gewünschte Größe zuzuschneiden; Klingenform in verschiedenen Varianten: – breite Klinge in gerader Form oder mit leicht geschweifter, verbreiterter Ausformung der Spitze – schmale Klinge („Fleischmesser“) – amerikanische Form mit langer, geschweifter Klinge – lange, sehr breite Klinge |              |
| Brotmesser                         |                                                 | Gastronomie                      | lange Klinge mit Säge- oder Wellenschliff |              |
| Dolchmesser                        |                                                 | Fleischverarbeitung              | |              |
| Filiermesser                       | Filetiermesser                                  | Fleischverarbeitung, Gastronomie | lange, schmale, ggf. flexible Klinge |              |
| Filetiermesser                     |                                                 |                                  | siehe Filiermesser |              |
| Fischmesser                        |                                                 | Fischverarbeitung, Gastronomie   | |              |
| Fleischermesser                    | Metzgermesser, Schlachtermesser, Schlachtmesser | Fleischverarbeitung              | Sammelbezeichnung für die gebräuchlichen Berufsmesser von Fleischern/Metzgern/Schlachtern und verwandten fleischverarbeitenden Berufen |              |
| Fleischmesser                      |                                                 | Fleischverarbeitung, Gastronomie | siehe Blockmesser, mit schmaler Klinge |              |
| Geflügelmesser                     |                                                 | Fleischverarbeitung, Gastronomie | zum Ausbeinen und Parieren von Geflügel sowie zum Zerlegen von Geflügelfleisch; wird unter anderem in der Dönerproduktion eingesetzt; mit einer gebogenen und spitzen Klinge, Klingenlänge etwa 9 bis 10 cm |              |
| Gekrösemesser                      |                                                 | Fleischverarbeitung              | |              |
| Hackbeil                           |                                                 |                                  | siehe Hackmesser |              |
| Hackmesser                         | Hackbeil                                        | Fleischverarbeitung, Gastronomie | |              |
| Hautmesser                         |                                                 |                                  | siehe Zerlegemesser |              |
| Lachsmesser                        | (verwandt: Schinkenmesser)                      | Fischverarbeitung, Gastronomie   | |              |
| Metzgermesser                      |                                                 |                                  | siehe Fleischermesser |              |
| Obstmesser                         |                                                 |                                  | siehe Schälmesser |              |
| Officemesser                       | (verwandt: Allzweckmesser)                      | Fleischverarbeitung, Gastronomie | |              |
| Polker                             |                                                 |                                  | siehe Ausbeinmesser |              |
| Sashimi Messer                     |                                                 | Gastronomie                      | für das Schneiden von rohen Fisch in feinste Scheiben, einseitiger Anschliff |              |
| Schafabhäutemesser                 |                                                 | Fleischverarbeitung              | |              |
| Schälmesser                        | Obstmesser                                      | Gastronomie                      | kurze handliche Klinge, gerade oder leicht gebogen, zum Schälen und Schneiden von Obst und Gemüse geeignet |              |
| Schinkenmesser                     | (verwandt: Lachsmesser)                         | Fleischverarbeitung, Gastronomie | |              |
| Schlacht(er)messer                 |                                                 |                                  | siehe Fleischermesser |              |
| Schlagmesser                       |                                                 | Fleischverarbeitung, Gastronomie | |              |
| Sortiermesser                      |                                                 | Fleischverarbeitung              | |              |
| Spezialmesser                      |                                                 | Fleischverarbeitung, Jagd        | |              |
| Spickmesser                        |                                                 |                                  | siehe Allzweckmesser |              |
| Steakmesser                        |                                                 | Gastronomie                      | schmale, leicht nach oben gebogene, spitze und besonders scharfe Klinge, teils mit Säge- oder Wellenschliff |              |
| Stechmesser                        |                                                 | Fleischverarbeitung              | |              |
| Sushimesser                        |                                                 | Gastronomie                      | für das Schneiden von rohen Fisch in feinste Scheiben, beidseitiger Anschliff |              |
| Tomatenmesser                      |                                                 | Gastronomie                      | |              |
| Tranchiermesser / Tranchierbesteck |                                                 | Gastronomie                      | lange, schmale Klinge für das Schneiden größerer Fleischstücke |              |
| Wiegemesser                        |                                                 | Fleischverarbeitung, Gastronomie | |              |
| Zerlegemesser                      | Hautmesser                                      | Fleischverarbeitung              | lange, geschweifte und steife Klinge zum Zerlegen größerer Fleischstücke, zum Ablösen von Haut und Fettfasern (Hautabzug) und zum Schieren (Ausbeinen) von großen Fleischteilen - Variante: mit Kullenschliff |              |